# Gmina Wola Krzysztoporska
Die Gmina Wola Krzysztoporska ist eine Gemeinde mit Verwaltungssitz im gleichnamigen Ort im Powiat Piotrkowski der polnischen Woiwodschaft Łódź.

## Ortsteile
Zur Landgemeinde Wola Krzysztoporska gehören 43 Ortsteile mit einem Schulzenamt:
Bogdanów
Bogdanów-Kolonia
Borowa
Blizin
Bujny
Gąski
Glina
Gomulin
Gomulin-Kolonia
Jeżów
Kacprów
Kamienna
Kozierogi
Krężna
Krężna-Kolonia
Krzyżanów
Laski
Ludwików
Majków Duży
Mąkolice
Miłaków
Moników
Mzurki
Budków
Oprzężów
Parzniewice
Parzniewiczki
Pawłów Dolny
Pawłów Górny
Piaski
Piekarki
Piekary
Poraj
Praca
Radziątków
Rokszyce
Rokszyce Drugie
Siomki
Stradzew
Wola Krzysztoporska
Wola Rokszycka
Woźniki
Woźniki-Kolonia
Wygoda
Weitere Ortschaften der Gemeinde sind:
Czartek
Gąski (kolonia)
Juliopol
Kargał-Las
Oprzężów (kolonia)
Parzniewice Małe
Pawłów Szkolny
Piaski (kolonia)
Praca (kolonia)
Przydatki
Wola Krzysztoporska (osada)
Żachta
Zamłynie